# Веніс (Флорида)
Веніс (англ. Venice) — місто (англ. city) в США, в окрузі Сарасота штату Флорида. Населення — 25 463 особи (2020).

## Географія
Веніс розташований за координатами 27°7′19″ пн. ш. 82°25′0″ зх. д. / 27.12194° пн. ш. 82.41667° зх. д. (27.121971, -82.416673).  За даними Бюро перепису населення США в 2010 році місто мало площу 43,07 км², з яких 39,54 км² — суходіл та 3,53 км² — водойми.

### Клімат
| Клімат : Веніс          | Клімат : Веніс | Клімат : Веніс | Клімат : Веніс | Клімат : Веніс | Клімат : Веніс | Клімат : Веніс | Клімат : Веніс | Клімат : Веніс | Клімат : Веніс | Клімат : Веніс | Клімат : Веніс | Клімат : Веніс | Клімат : Веніс |
| Показник                | Січ.           | Лют.           | Бер.           | Квіт.          | Трав.          | Черв.          | Лип.           | Серп.          | Вер.           | Жовт.          | Лист.          | Груд.          | Рік            |
| Абсолютний максимум, °C | 31,7           | 31,7           | 32,2           | 35,0           | 36,1           | 37,8           | 37,8           | 37,2           | 37,2           | 36,1           | 32,8           | 31,7           | 37,8           |
| Середній максимум, °C   | 21,9           | 23,0           | 24,8           | 27,1           | 30,1           | 31,7           | 32,6           | 32,6           | 31,8           | 29,3           | 26,1           | 23,2           | 27,8           |
| Середня температура, °C | 16,3           | 17,6           | 19,6           | 21,7           | 24,9           | 27,2           | 27,9           | 28,1           | 27,2           | 24,2           | 20,7           | 17,8           | 22,8           |
| Середній мінімум, °C    | 10,7           | 12,2           | 14,3           | 16,4           | 19,7           | 22,7           | 23,3           | 23,7           | 22,7           | 19,2           | 15,3           | 12,4           | 17,7           |
| Абсолютний мінімум, °C  | −5             | −3,3           | −0,6           | 3,3            | 9,4            | 13,3           | 16,7           | 18,3           | 15,6           | 2,2            | −1,7           | −5,6           | −5,6           |
| ----------------------- | -------------- | -------------- | -------------- | -------------- | -------------- | -------------- | -------------- | -------------- | -------------- | -------------- | -------------- | -------------- | -------------- |
| Джерело: NOAA           |                |                |                |                |                |                |                |                |                |                |                |                |                |

## Демографія
Згідно з переписом 2010 року, у місті мешкало 20 748 осіб у 11 595 домогосподарствах у складі 6294 родин. Густота населення становила 482 особи/км².  Було 17328 помешкань (402/км²).
Расовий склад населення:
| - 97,3 % — білих - 0,7 % — азіатів - 0,6 % — чорних або афроамериканців - 0,1 % — корінних американців |

До двох чи більше рас належало 0,7 %. Частка іспаномовних становила 2,7 % від усіх жителів.
За віковим діапазоном населення розподілялося таким чином: 6,1 % — особи молодші 18 років, 36,9 % — особи у віці 18—64 років, 57,0 % — особи у віці 65 років та старші. Медіана віку мешканця становила 67,6 року. На 100 осіб жіночої статі у місті припадало 81,2 чоловіків;  на 100 жінок у віці від 18 років та старших — 80,0 чоловіків також старших 18 років.
Середній дохід на одне домашнє господарство  становив 75 598 доларів США (медіана — 49 926), а середній дохід на одну сім'ю — 101 762 долари (медіана — 68 073). Медіана доходів становила 45 455 доларів для чоловіків та 37 330 доларів для жінок. За межею бідності перебувало 8,5 % осіб, у тому числі 13,8 % дітей у віці до 18 років та 5,4 % осіб у віці 65 років та старших.
Цивільне працевлаштоване населення становило 5769 осіб. Основні галузі зайнятості: освіта, охорона здоров'я та соціальна допомога — 26,6 %, роздрібна торгівля — 15,3 %, мистецтво, розваги та відпочинок — 11,4 %, фінанси, страхування та нерухомість — 10,0 %.